# Margôt Ros
Margôt Ros, née le 14 juillet 1965 à Eindhoven, est une actrice, réalisatrice, productrice et scénariste néerlandaise.

## Filmographie

### Actrice

#### Cinéma et téléfilms
- 1990 : Vincent et moi : La guide de bateau d'excursion
- 1991-1992 : Goede tijden, slechte tijden : Marjan de Winter
- 1992 : 12 steden, 13 ongelukken (nl) : Carly
- 1995 : Bureau Kruislaan (nl) : Marie Tukker
- 1996 : Frans en Duits : Dorien
- 1997 : De baby en de bakfiets : Carla
- 1998 : Celluloid Blues : Julia Delano
- 1999 : Goede daden bij daglicht : Puck
- 1999 : Leven en dood van Quidam Quidam (nl) : Sjoukje
- 2005 : Nieuwe ouders : L'agente
- 2006 : Van Speijk : De Groot
- 2006 : Man & Paard (nl) : Karen
- 2007 : Kicks (nl) : L'agente
- 2007 : Flikken Maastricht : Aafje Budel
- 2008 : Zand (nl) : Karin
- 2008 : Toren C : Diverse rôles
- 2010 : De vloer op (nl) : Diverse rôles
- 2010 : Het geheim (nl) : Au pair
- 2012 : De geheimen van Barslet (nl) : Hennie de Vries-Bouwman
- 2014 : Dokter Tinus : Carolien Lips
- 2015 : Bluf (nl) : Ingrid
- 2016 : Adios amigos (nl) : Lub
- 2017 : Weg van jou (nl) : Marloes

### Réalisatrice, productrice et scénariste
- 2008 : Kinderen geen bezwaar (nl)
- 2012-2016 : Toren C